# Deep Green Resistance
Deep Green Resistance – DGR (Resistência Verde Profundo) é um movimento ambientalista fundado por Derrick Jensen, Lierre Keith e Aric Mcbay, ambos pensadores populares do movimento ambientalista radical, que vê o ativismo ambiental mainstream como ineficaz . DGR também se refere à estratégia descrita pelo movimento para salvar a Terra . Acreditam que a civilização industrial está colocando em risco toda a vida no planeta, e que uma ampla variedade de táticas são necessárias para alcançar a justiça social e ambiental de forma concreta . Defende uma mudança radical na estrutura e função da sociedade e apela para os seres humanos a lutar ativamente pela Terra. Os objetivos da DGR é privar os ricos de sua capacidade de roubar dos pobres e impedir aqueles que estão no poder de destruir o planeta . Argumenta que esses efeitos são sistêmicos à cultura da civilização e, portanto, tem como objetivo deter a civilização industrial completamente . 
Em última análise, o Deep Green Resistance luta pela saúde da terra, pelos povos indígenas ajudando-os a recuperar a sua integridade e os direitos culturais da terra, e pelas comunidades humanas que habitam a Terra em busca de igualdade, justiça e sustentabilidade. O DGR ganhou atenção por causa de sua natureza controversa - que defende uma abordagem pragmática para salvar a Terra, utilizando todos os meios necessários para impedir a destruição do mundo natural .
Promove a defesa e restauração de terras e o reconhecimento de que a maior parte da terra pertence aos povos indígenas, que sofrem sob a ocupação militar estrangeira. Alinham-se com feministas radicais, movimentos por direitos indígenas, anticolonialistas, antirracistas, e com os movimentos anticapitalistas, bem como coletivos que lutam por outras questões de justiça social . Como uma organização, educa ativamente o público sobre a necessidade de resistência e usa exemplos de movimentos de resistência do passado e atuais enquanto defendem a luta por um mundo em que a biodiversidade aumente mais e mais a cada ano. Devido aos riscos de segurança e vigilância, DGR mantém um bloqueio estrito em relação a qualquer atividade clandestina .